# فيرينيين (أين)
فيرينيين (بالفرنسية: Virignin)‏ هي بلدية فرنسية تقع في إقليم الأين في فرنسا. رمز إنسي لها هو:1454. أما الرمز البريدي لها فهو: 1300.